# Biografielijst Et

## Eta
- Etana, koning van Kish (Mesopotamische mythologie)
- Philippe Étancelin (1896-1981), Frans Formule 1-coureur
- Jacques Lefèvre d'Étaples (ca. 1455-1536), Frans humanist, theoloog en vertaler

## Etc
- Borja Etchart (1986), Spaans golfer
- Roger Etchegaray (1922-2019), Frans geestelijke en kardinaal
- Marco Etcheverry (1970), Boliviaans voetballer

## Ete
- Rakhshan Bani-Etemad (1954), Iraans filmproducent, -regisseur en -scriptschrijver
- Agil Etemadi (1987), Nederlands voetballer van Iraanse afkomst

## Eth
- Ethan, cimbalom-speler aan het hof van Koning David (Tenach)
- Ethelbald van Mercia, koning van Mercia (716-757)
- Ethelbald van Wessex (ca. 834-860), Koning van Engeland (856-860)
- Ethelbert (ca. 552-616), koning van Kent (580-616)
- Ethelbert van Wessex (835-866), Koning van Engeland (860-866)
- Ethelbert II (+762), Koning van Kent (725-762)
- Ethelred II (968-1016), Koning van Engeland (978-1013, 1014-1016)
- Ethelreda (640-679), Engels koningin en heilige
- Ethelweard (904-924), Koning van Engeland (924)
- Ethelwold (912-984), Engels bisschop en heilige
- Ethelwulf (800-858), Koning van Wessex (839-856) en van Kent (825-856)
- George Etherege (ca. 1635-1692), Engels diplomaat en toneelschrijver
- Melissa Lou Etheridge (1961), Amerikaans rockzangeres
- Neil Etheridge (1990), Filipijns voetballer
- Frédéric Etherlinck (1968), Belgisch zanger
- Gebra Lalibela van Ethiopië, Negus van Ethiopië (ca. 1205-ca. 1225)
- Theodorus II van Ethiopië (1818-1868), keizer van Abessinië (1855-1868)
- Chris Ethridge (1947-2012), Amerikaans bassist en lid van The Flying Burrito Brothers

## Eti
- Tesfaye Eticha (1974), Ethiopisch/Zwitsers atleet
- Eticho I (ca. 640-690), hertog van de Elzas (673-690)
- Eugène Étienne (1844-1921), Frans politicus
- Frank Étienne, bekend als Frankétienne, (1936), Haïtiaans schrijver, dichter, toneelschrijver, dramaturg, muzikant, kunstschilder en politicus
- Gaston Étienne (1902-1995), Belgisch atleet
- Ginou Etienne (1985), Haïtiaans atlete
- Hendricus Johannes (Henk) Etienne (1895-1968), Nederlands beeldhouwer en medailleur
- Jacques Étienne (1949), Belgisch politicus en burgemeester
- Ophélie-Cyrielle Étienne (1990), Frans zwemster
- Robert Etienne (1503-1559), Frans drukker en uitgever
- Etimani Maio (1985), Tuvaluaans voetballer

## Etl
- Gastón Etlis (1974), Argentijns tennisser

## Etm
- Maarten Etmans (1939), Nederlands schaker

## Etn
- Patricia Etnel (1976-2025), Surinaams politica

## Eto
- Françoise Mbango Etone (1976), Kameroens atlete
- David Pierre Eto'o Fils (1987), Kameroens voetballer
- Etienne Emmanuel Eto'o (1989), Kameroens voetballer
- Samuel Eto'o Fils (1981), Kameroens voetballer
- Stéphane Mbia Etoundi (1986), Kameroens voetballer

## Etr
- Sorel Etrog (1933), Canadees kunstenaar en auteur
- Lodewijk I van Etrurië (1773-1803), Koning van Etrurië (1801-1803)
- Herennia Cupressenia Etruscilla (3e eeuw), echtgenote van de Romeinse keizer en keizerin
- Herennius Etruscus (ca. 227-251), Romeins keizer (251)

## Ets
- Frédéric Etsou-Nzabi-Bamungwabi (1930-2007), Congolees aartsbisschop

## Ett

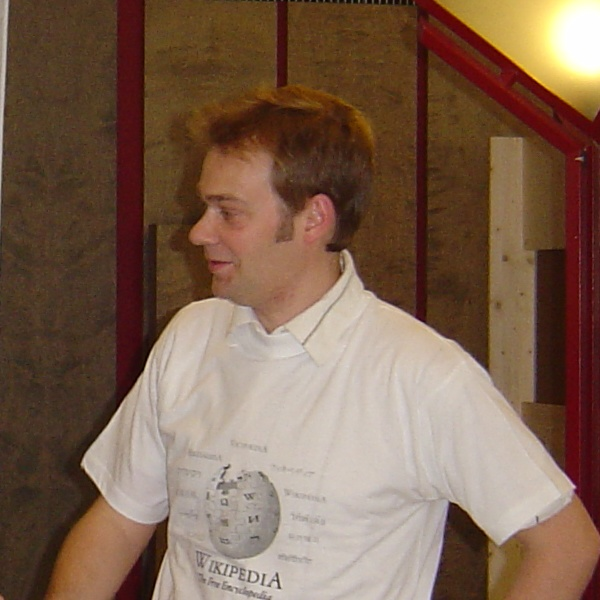
Matthias Ettrich (2005)

- Bart Ettekoven (1972), Nederlands televisiepresentator en voice-over
- Harriet van Ettekoven (1961), Nederlands roeister
- Hendrik Johan (Henk) van Ettekoven (1937), Nederlands voetbalscheidsrechter
- Theo Ettema (1906-1991), Nederlands componist, muziekpedagoog en muziekuitgever
- Frank van Etten (1982), Nederlands zanger
- Hendrik Willem (Han) van Etten (1916-vermoedelijk 2004), Nederlands journalist
- Philipp Etter (1891-1977), Zwitsers politicus
- Eda-Ines Etti, bekend als Ines, (1981), Ests zangeres
- Cynthia Ettinger, Amerikaans actrice
- Robert Chester Wilson Ettinger (1918-2011), Amerikaans publicist
- Andreas von Ettingshausen (1796-1878), Oostenrijks wis- en natuurkundige
- Jean-Luc Ettori (1955), Frans voetballer en sportief directeur
- Matthias Ettrich (1972), Duits softwareontwikkelaar
- Elsbeth Etty (1951), Nederlands recensente, columniste en hoogleraar

## Etu

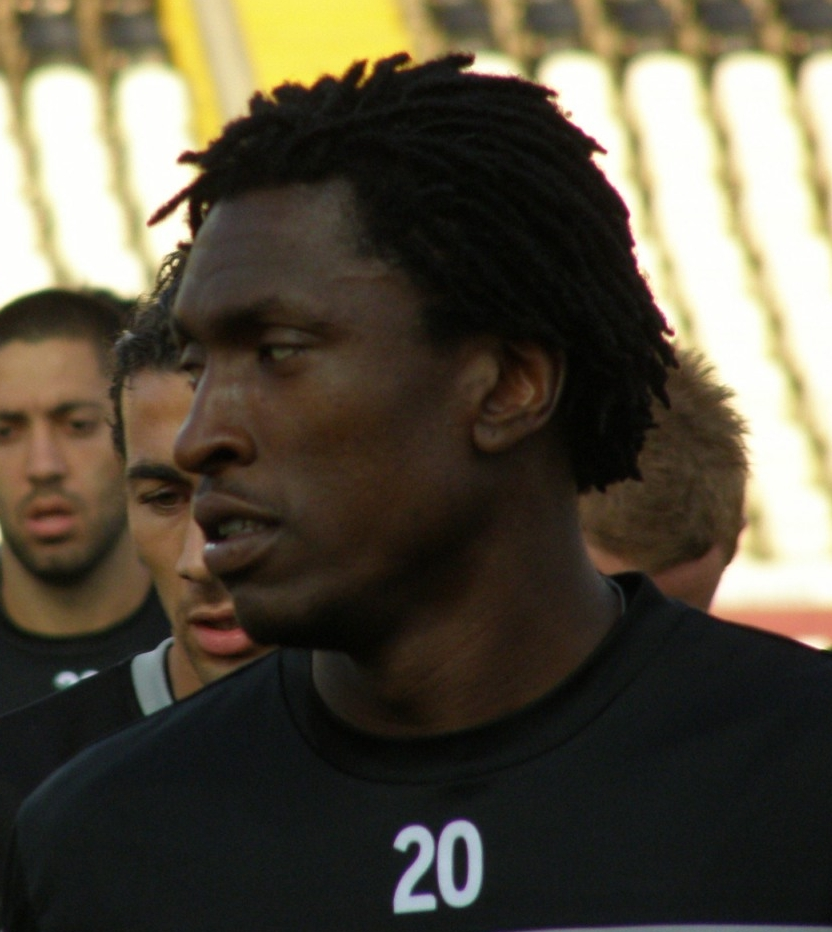
Dickson Paul Etuhu

- Dickson Paul Etuhu (1982), Nigeriaans voetballer

## Etx

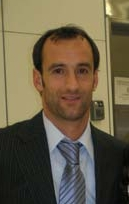
Joseba Pedro Etxeberría Lizardi

- Asier Goiria Etxebarria (1980), Spaans voetballer
- Beñat Etxebarria Urkiaga (1987), Spaans voetballer
- Lucía Etxebarria de Asteinza (1966), Spaans schrijfster
- Unai Etxebarria Arana (1972), Venezulaans wielrenner
- David Etxebarria Alkorta (1973), Spaans wielrenner
- Joseba Pedro Etxeberría Lizardi (1977), Spaans voetballer
- Unai Emery Etxegoien (1971), Spaans voetballer
- Xabier Etxeita Gorritxategi (1987), Spaans voetballer
- Bernard Etxepare (ca. 1475-1545), Baskisch geestelijke en dichter

## Etz
- Amitai Etzioni, geboren als Werner Falk, (1929-2023), Israëlisch-Amerikaans socioloog